# Auye
L'auye est une langue papoue parlée en Indonésie dans les hautes-terres de Papouasie.

## Classification
L'auye fait partie des langues Wissel Lakes, une des familles de langues de l'ensemble trans-nouvelle-guinée.

## Sources
- (en) Harald Hammarström, Robert Forkel, Martin Haspelmath, Sebastian Bank, Glottolog, Auye.